# Copa de Competencia Jockey Club 1921
La Copa de Competencia «Jockey Club» 1921, fue la decimocuarta edición  de este campeonato. Se trató de un torneo oficial no regular organizado por la Asociación Argentina de Football.
La modalidad de disputa consistió en fases de eliminación directa. Participaron los 11 equipos de Primera División y, por primera vez, todos los de la División Intermedia.
El ganador fue el Club Sportivo Barracas, que consiguió su primer título nacional de la historia.

## Equipos participantes
| Equipos de Primera Divsión | Ciudad       |
| -------------------------- | ------------ |
| Boca Juniors               | Buenos Aires |
| Del Plata                  | Buenos Aires |
| El Porvenir                | Gerli        |
| Estudiantes                | La Plata     |
| Huracán                    | Buenos Aires |
| Nueva Chicago              | Buenos Aires |
| Retiro                     | Buenos Aires |
| Porteño                    | Buenos Aires |
| Sportivo Barracas          | Buenos Aires |
| Sportivo del Norte         | Buenos Aires |
| Sportivo Palermo           | Buenos Aires |

| Equipos de División Intermedia | Ciudad       |
| ------------------------------ | ------------ |
| Adrogué                        | Adrogué      |
| All Boys                       | Buenos Aires |
| Alvear                         | Buenos Aires |
| Argentino de Banfield          | Banfield     |
| Argentino de Quilmes           | Quilmes      |
| Argentinos Juniors             | Buenos Aires |
| Boca Alumni                    | Buenos Aires |
| Central Argentino              | San Martín   |
| Compañía General Buenos Aires  | Buenos Aires |
| Dock Sud                       | Dock Sud     |
| El Aeroplano                   | Buenos Aires |
| General San Martín             | Buenos Aires |
| Germinal                       | Buenos Aires |
| Liniers                        | Buenos Aires |
| Progresista                    | Gerli        |
| San Fernando                   | San Fernando |
| San Telmo                      | Avellaneda   |
| Sportivo Coghlan               | Buenos Aires |
| Temperley                      | Buenos Aires |
| Villa Urquiza                  | Buenos Aires |
| Wilde                          | Wilde        |

## Dieciseisavos de final
| Fecha     | Equipo 1           | Resultado | Equipo 2                      |
| --------- | ------------------ | --------- | ----------------------------- |
| 24/7/1921 | Alvear             | 5-0       | Wilde                         |
| 24/7/1921 | Boca Alumni        | 0-2       | El Aeroplano                  |
| 24/7/1921 | Boca Juniors       | 1-0       | Argentino de Banfield         |
| 24/7/1921 | Central Argentino  | 1-0       | Germinal                      |
| 24/7/1921 | Del Plata          | 1-0       | Liniers                       |
| 24/7/1921 | General San Martín | 0-4       | Villa Urquiza                 |
| 24/7/1921 | Huracán            | 2-0       | San Fernando                  |
| 24/7/1921 | Nueva Chicago      | 5-0       | Estudiantes de La Plata       |
| 24/7/1921 | Porteño            | 0-1       | Argentinos Juniors            |
| 24/7/1921 | Progresista        | 0-0       | Adrogué                       |
| 24/7/1921 | Sportivo Barracas  | 3-1       | Compañía General Buenos Aires |
| 24/7/1921 | Sportivo Coghlan   | 5-1       | Temperley                     |
| 24/7/1921 | Sportivo del Norte | 1-0       | All Boys                      |
| 24/7/1921 | Sportivo Dock Sud  | 1-0       | San Telmo                     |
| 24/7/1921 | Sportivo Palermo   | 1-0       | Argentino de Quilmes          |
| 8/6/1921  | Retiro             | 2-4       | El Porvenir                   |

### Desempate
Este partido tuvo que repetirse porque en primera instancia terminó en empate, tras el tiempo suplementario. No existían aún métodos de desempate.
| Fecha     | Equipo 1    | Resultado | Equipo 2 |
| --------- | ----------- | --------- | -------- |
| 21/8/1921 | Progresista | 5-2       | Adrogué  |

## Octavos de final
| Fecha     | Equipo 1           | Resultado | Equipo 2          |
| --------- | ------------------ | --------- | ----------------- |
| 21/8/1921 | Argentinos Juniors | 1-0       | Dock Sud          |
| 21/8/1921 | Boca Juniors       | 1-0       | Sportivo Coghlan  |
| 21/8/1921 | Del Plata          | 0-2       | Progresista       |
| 21/8/1921 | Huracán            | 1-0       | Alvear            |
| 21/8/1921 | El Porvenir        | 1-2       | Villa Urquiza     |
| 21/8/1921 | Nueva Chicago      | 3-0       | Sportivo Palermo  |
| 21/8/1921 | Sportivo Barracas  | 2-1       | El Aeroplano      |
| 21/8/1921 | Sportivo del Norte | lp.wp     | Central Argentino |

## Cuartos de final
| Fecha      | Equipo 1          | Resultado | Equipo 2           |
| ---------- | ----------------- | --------- | ------------------ |
| 13/11/1921 | Boca Juniors      | 1-3       | Huracán            |
| 21/11/1921 | Nueva Chicago     | 1-0       | Argentinos Juniors |
| 21/11/1921 | Sportivo Barracas | 4-0       | Central Argentino  |
| 21/11/1921 | Villa Urquiza     | 0-2       | Progresista        |

### Repetición
| Fecha     | Equipo 1     | Resultado | Equipo 2 |
| --------- | ------------ | --------- | -------- |
| 16/1/1922 | Boca Juniors | 1-2       | Huracán  |

## Semifinales
| Fecha     | Equipo 1    | Resultado | Equipo 2          |
| --------- | ----------- | --------- | ----------------- |
| 25/5/1922 | Huracán     | 1-2       | Nueva Chicago     |
| 25/5/1922 | Progresista | 0-1       | Sportivo Barracas |

## Final
| Fecha                  | Equipo 1          | Resultado | Equipo 2      |
| ---------------------- | ----------------- | --------- | ------------- |
| 3 de diciembre de 1922 | Sportivo Barracas | 2-1       | Nueva Chicago |

| Campeón Sportivo Barracas 1.er título |